# Roland Verlooven
Roland Honoré Verlooven (Gent, 2 maart 1938 - Tremelo, 1 november 2017) was een Belgisch producer, tekstschrijver en componist.

## Biografie
In 1955 zette Verlooven zijn eerste stappen in de muziekindustrie.
In 1970 leerde hij Willy Sommers kennen. Hij was de drijvende kracht achter Sommers, maar werkte ook samen met talloze andere artiesten. Hij werkte samen met Vlaamse schlagerzangers en zangeressen en ook Franstalige artiesten waaronder Claude Barzotti en Christian Vidal.
In 1989 stopte hij met zijn carrière en verliet België voor Spanje. Rond 2007 keerde hij naar België terug.

## Discografie
Hits waar Verlooven aan heeft bijgedragen zijn:
- Alle mooie mannen zijn zo lelijk... (als ik je zie) van Margriet Hermans (producer)
- Als een leeuw in een kooi van Willy Sommers (muziek/tekst)
- Anne van Clouseau (producer)
- Angelique door Christian Vidal
- De Marie-Louise van Bart Kaëll (producer + muziek/tekst)
- De zotte morgen van Zjef Vanuytsel (producer)
- Diep van Get Ready! (muziek/tekst)
- Domino van Clouseau (producer)
- Door de wind van Ingeborg (producer)
- Houten kop van Zjef Vanuytsel (producer)
- Kijk eens diep in mijn ogen van Willy Sommers en Wendy Van Wanten (producer, muziek/tekst)
- Olé, olé, olé, we are the champions
- Tien miljoen van Samson en Gert (muziek)
- Verlangen van Clouseau (producer)
- Vlaanderen de leeuw van Willy Sommers (muziek/tekst)
- Weet je nog die slow van Willy Sommers (muziek/tekst)
- Wil niet dat je weggaat van Clouseau (producer)
- Zeven anjers, zeven rozen van Willy Sommers (muziek/tekst)